# Biri
Biri là một thị trấn thuộc hạt Szabolcs-Szatmár-Bereg, Hungary. Thị trấn này có diện tích 22,59 km², dân số năm 2010 là 1331 người, mật độ 59 người/km².